# Karlheinz Schweitzer

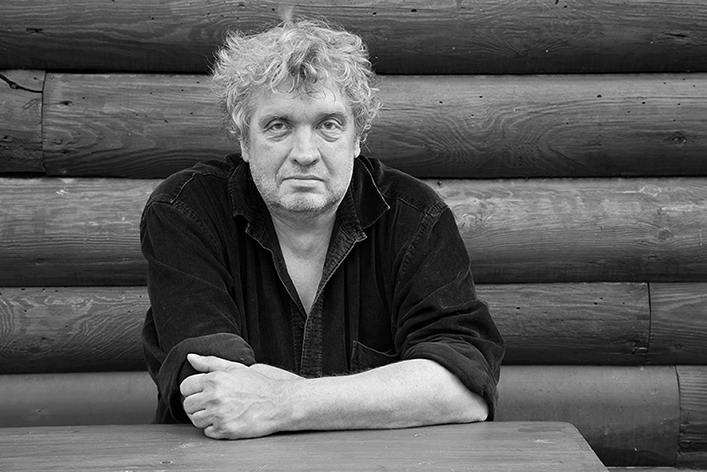
Karlheinz Schweitzer

Karlheinz Schweitzer (* 21. November 1954 in Ober-Mörlen; † 9. Mai 2021 ebenda) war ein deutscher Schriftsteller, Fotokünstler und literarischer Übersetzer.

## Leben
1976 nach dem Burggymnasium in Friedberg studierte Schweitzer Angewandte Sprachwissenschaft in Germersheim. 1979–1994 studierte er in Frankfurt am Main Völkerkunde, Kulturanthropologie, Turkologie, Slawistik, Romanistik und Osteuropäische Geschichte. Seit 1995 war Schweitzer als literarischer Übersetzer tätig. Im Jahre 2003 zog er nach Ungarn und arbeitete dort als Schriftsteller und literarischer Übersetzer. Er war dort auch als Ressortleiter Kultur bei der Wochenzeitung Pester Lloyd, als literarischer Übersetzer, Redakteur und Schriftsteller bei der Zeitschrift für ungarische Kultur Három Holló/Drei Raben und als Lektor des Wochenblatts Neue Zeitung tätig. Diese Medien veröffentlichten auch seine Novellen und feuilletonistische Artikel.

Schweitzers Fotografien wurden in Budapest, Berlin und Glauburg präsentiert. 
2010 gemeinsam mit Farkas Balázs organisierte Schweitzer, der selbst Musik komponiert hat, ein Musikfestival in Gyúró.

2018 hat Schweitzer im Auftrag des Wetteraukreises die Urkunde für den Wetterauer Kulturpreis gestaltet, die an Dr. Vera Rupp verliehen wurde.
Die großen Teile von „Scientia Sacra“, dem philosophischen Kernstück im Werk von Béla Hamvas, hat Schweitzer auch ins Deutsche übersetzt. Was mit dieser Übersetzung geschehen ist, ist weitgehend unbekannt. Die Übersetzung befindet sich bei der Kulturwissenschaftlerin Magdalena Marsovszky, die über Hamvas forscht.

## Leistung
1992 stieß Schweitzer auf den Mongolisten des 18. Jahrhunderts, Johann Jährig. Er begann zu recherchieren, korrespondierte mit Wissenschaftlern in den Vereinigten Staaten und Russland. Schweitzer rekonstruierte Jährigs Lebenslauf und stellte fest, dass Jährig einer der Väter der Tibetologie ist. Das 1792 verfasste Manuskript „Anfangsgründe der Tibätischen Schrift und Sprach-lehre“ Jährigs, konnte erst 2009 der Journalist Alexandre Sladkevich, der mit Schweitzer den Kleinverlag edition zinkund betrieb, in einem russischen Archiv entdecken. Damit wurde Schweitzers These aus seinem Buch „Johann Jährig und seine Zeit – Ein Büdinger forscht bei den Mongolen“ bestätigt, dass Jährig 42 Jahre vor Sándor Csoma eine tibetische Grammatik verfasst hat.

## Werke
- Johann Jährig, 463 Seiten, Schenk Verlag, Passau 2008, ISBN 978-3-939337-56-0
- Johann Jährig und seine Zeit – Ein Büdinger forscht bei den Mongolen, 60 Seiten,  Geschichtswerkstatt Büdingen, Büdingen 2008, ISBN 978-3-939454-32-8
- Meinhardt kriegt die Motten, 160 Seiten, edition zinkhund, Ober-Mörlen 2011, ISBN 978-963-08-1157-6
- Von Mäusen und Magyaren (Ein-Minuten-Novellen), 80 Seiten, edition zinkhund, Ober-Mörlen 2011
- Nix Mexiko, edition zinkhund, Ober-Mörlen 2012
- Kralle, 102 Seiten, edition zinkhund, Ober-Mörlen 2013
- Feuilletons und Novellen aus dem Pannonischen Panoptikum in den Wochenzeitungen Pester Lloyd und Neue Zeitung, Budapest 2005–2007

## Auszeichnungen
- 1992: 2. Preis im Fotowettbewerb Mein fremder Nachbar, Begegnung mit Menschen aus anderen Kulturen, Kultur im Confetti, Deutschland
- 1999: Übersetzerpreis des Ungarischen Kultusministeriums, Ungarn
- 2002: Milan-Füst-Stipendium der Ungarischen Akademie der Wissenschaften für die Verdienste um die Verbreitung ungarischer Literatur im Ausland, Ungarn[23]

## Veröffentlichte Übersetzungen
- 1995: Glossar Russisch zu Band 1 und 2 Kompaktkurs Deutsch – unsere Sprache. Cornelsen, Bielefeld, ISBN 3-589-21007-9
- 1999: György Ferdinandy: Nicht mehr und nicht weniger. Orpheusz, Budapest, ISBN 963-9101-57-5
- 1999: Kornél Hamvai: Linienrichter Marton friert. Tibor Schäfer Verlag, Herne, ISBN 3-933337-12-7
- 1999: János Köbányai: Exodusroman. Wespennest, Wien, ISBN 3-85458-520-9
- 1999: Beitrag von Gergely Péterfy in: György Dalos (Hrsg.): Ungarn von Montag bis Freitag. Geschichten. Suhrkamp, Frankfurt am Main, ISBN 3-518-39560-2
- 2002: Csaba Elek Németh, Kati Simon, Zoltán Szabó: Ergo bibamus. Nap, Szél és Csillagok, Zalaegerszeg
- 2004: György Czigány: Budapest – Eine Chronik in Bildern. Stabil, Budapest
- 2004: Csaba Elek Németh, Kati Simon, Zoltán Szabó: BudaBeste Architektur. Nap, Szél és Csillagok, Zalaegerszeg
- 2007: Magda Donászy: Der neugierige kleine Bär. Schenk Verlag, Passau, ISBN 978-3-939337-16-4
- 2007: László Bernáth: Siebzehn war die Rettung. Schenk Verlag, Passau, ISBN 978-3-939337-29-4
- 2007: Gyula Böszörményi: Sternenmärchen. Schenk Verlag, Passau, ISBN 978-3-939337-33-1
- 2008: Iván Andrassew: Das Königreich am Rande. Tibor Schäfer Verlag, Herne, ISBN 978-3-933337-19-1
- 2008: Zsuzsanna Ferenc: Kiks Affären. Gabriele Schäfer Verlag, Herne, ISBN 978-3-933337-60-3
- 2014: Igor Janke: Viktor Orbán. Schenk Verlag, Passau, ISBN 978-3-944850-14-6

## Übersetzungen in Anthologien und Literaturzeitschriften
- 1999: Iván Andrassew: Das Königreich am Rande. Heyne, München, ISBN 3-453-15406-1
- 1999: Ervin Lázár, Gergely Péterfy: Ungarn Montag bis Freitag. Suhrkamp, Frankfurt, ISBN 3-518-39560-2
- 2007: Károly Pap: Azarel kommt nach Budapest. Neue Sirene 21, München, ISSN 0945-9995
- 2004–2010: Novellen und Gedichte von Zsuzsanna Ferencz, György Faludy, Lajos Kassák, Attila József, Viktória Lugosi, Csaba Marczinka, Iván Mándy, Béla Hamvas, László Végel, Endre Kukorelly in Három Holló/Drei Raben, ISSN 1586-8583

## Theaterstücke
- 2000: Kornél Hamvai: Linienrichter Marton friert. Creativ Media, Budapest
- 2000: Kornél Hamvai: Henkers Himmelfahrt. Creativ Media, Budapest
- 2000: Attila Lőrinczy: Die Axt im Kopf. Creativ Media, Budapest
- 2006: Ákos Németh: Orient-Express. Schaubühne Berlin

## Andere Publikationen (Auswahl)
- 1994: Bildveröffentlichung im Katalog Die Fremden der Deutschen. Institut für Kulturanthropologie und Europäische Ethnologie, Frankfurt a. M., ISBN 3-923992-44-0
- 1994: Kulturanthropologischer Aufsatz Wasserhäuschen in STADTgedanken aus und über Frankfurt am Main. Der Stadt Frankfurt zum 1200. Geburtstag[24]. Institut für Kulturanthropologie und Europäische Ethnologie der Johann Wolfgang Goethe-Universität, Frankfurt a. M., ISBN 3-923992-48-3
- 2000: Reiseführer Budapest. Polyglott, München, ISBN 3-493-56858-4
- 2005: Text zum Fotoessay Das jenseitige Budapest von Alexandre Sladkevich in Három Holló/Drei Raben[25], ISSN 1786-0946
- 2008: Übersetzung des Gedichts Der verschwundene See von Alexandre Sladkevich in H-HA, Druckcooperative Karlsruhe
- 2008: Fotoessay in Három Holló/Drei Raben, ISSN 1586-8583
- 2010: Bildveröffentlichung in Macondo, ISBN 978-3-933794-23-9
- 2018: Textreportage in Graswurzelrevolution, Nr. 427
- 2018: (Gemeinsam mit Zsóka Leposa) Text von Eszter Neuberger: Wie eine Oase in der Wüste, ERSTE Stiftung Magazine
- Texte von Endre Kukorelly und Aaron Blumm in in_between: culture das wörterbuch der straße[26]

## Mitarbeit
- 2005: Katalog zur Ausstellung im Kunstverein Rosenheim Ákos Birkás: in diesem Moment, ISBN 3-9809544-6-3
- 2010: Wilhelm Droste, Éva Zádor: Pécs: ein Reise- und Lesebuch, Verlag Arco, Wuppertal, ISBN 978-3-938375-35-8